# Xã Moccasin, Quận Effingham, Illinois
Xã Moccasin (tiếng Anh: Moccasin Township) là một xã thuộc quận Effingham, tiểu bang Illinois, Hoa Kỳ. Năm 2010, dân số của xã này là 484 người.